# ヘルマン・エッサー
ヘルマン・エッサー（Hermann Esser、1900年7月29日 - 1981年2月7日）は、ドイツの政治家、軍人。1920年から1926年まで国民社会主義ドイツ労働者党（ナチ党）の初代宣伝全国指導者（宣伝部長）を務め、後には国民啓蒙・宣伝省第3次官となった。ナチ党前身のドイツ労働者党時代からの古参党員で、党員番号は総統アドルフ・ヒトラーに次ぐ2番であった。

## 略歴

### 生い立ち
ドイツ帝国領邦バイエルン王国首都ミュンヘン郊外のレールモースに公務員の息子として生まれる。
第一次世界大戦最後の一年に入隊して従軍した。戦後は、国軍の分隊情報誌関係の仕事や左翼系の地方紙でジャーナリストとして働き、過激な社会主義者として知られた。

### 初期の活動
はじめはドイツ独立社会民主党（USPD）のメンバーであり、後にこの経歴が党内で非難された際は、自らもかつてはドイツ多数派社会民主党（MSPD）の支持者だったヒトラーは擁護している。1919年11月頃ドイツ労働者党（DAP）に入党、党員番号520番（実質的には20番）を与えられている。ディートリヒ・エッカート、エルンスト・レームとともに25カ条綱領の作成に大きな役割を果たす。党機関紙『フェルキッシャー・ベオバハター』の初代編集長、党宣伝部長に任じられ、毒々しい反ユダヤ主義宣伝を行った。
エッサーは粗野な人物ではあったが、草創期のナチ党ではむしろヒトラーよりも彼が一番の雄弁家として知られ、党がバイエルン州で支持を広げる事が出来たのは、エッサーの弁舌によるところが大きいとされる。ヒトラーとは「お前（Du）」と親密に呼び合う極少ない間柄だった。そんなエッサーを彼は「首輪をつけておく必要のあるグレイハウンド」と評していた。
1923年11月9日から10日にかけてのミュンヘン一揆の際には病床にあったのをおして参加し、「ドイツ民族の宣言（Proklamation an das Deutsche volk）」と呼ばれる一揆の宣言を手がけたが、一揆は失敗し、エッサーはマックス・アマンやディートリヒ・エッカート、エルンスト・ハンフシュテングル、ハインリヒ・ホフマンらとともにオーストリアのザルツブルクへ逃れた。1924年1月にドイツに帰国、逮捕され、裁判の結果3か月の禁固刑の実刑判決を受けた。

### 禁止中の活動
ナチ党が禁止されている間、ユリウス・シュトライヒャーらとともに偽装政党「大ドイツ民族共同体」の中心として活躍し、他の残党による偽装政党よりも過激な反ユダヤ主義、反資本主義、反議会主義思想を露わにしていた。エッサーとシュトライヒャーはエーリヒ・ルーデンドルフ将軍やドイツ民族自由党やグレゴール・シュトラッサーを中心とする「国家社会主義自由運動」と対立した。

### 党再建後
ヒトラーは出獄後、ルーデンドルフやドイツ民族自由党と袂を分かち、1925年2月27日にナチ党の再結党宣言を行ったが、この際にエッサーやシュトライヒャー（党員番号17番）ら大ドイツ民族共同体メンバーは真っ先に駆けつけて最前列で迎え、エッサーはヒトラーに次ぐ2番の党員番号を手に入れた。再建されたナチ党でも宣伝全国指導者に任じられた。
エッサーはシュトライヒャーとともに、褐色館におけるヒトラーに最も近い側近であり、北ドイツ・ナチ党指導者のグレゴール・シュトラッサー、オットー・シュトラッサー兄弟、ヨーゼフ・ゲッベルスなどのナチス左派からは嫌われた。シュトラッサーはエッサーの宣伝活動や、シュトライヒャーの『シュトゥルマー』の記事について「恐るべき低水準」と批判した。エッサーは暴力沙汰でしばしば逮捕されたり、多くの女性と関係を持ち、貢がせていることを公然と自慢するなど醜聞が絶えず、そういった面でも嫌われていた。遂にはある実業家の娘への暴行事件を起こすに及んで、ヒトラーも彼と距離をとるようになった。ゲッベルスは1926年5月8日付の日記に「ヒトラーはエッサーと手を切った。ありがたい。お偉方に交じっていた悪党が一匹減った。」などと書いている。エッサーはシュトライヒャーとも対立するようになり、次第に党内で孤立していった。
1926年、ヒトラーはエッサーを宣伝全国指導者から解任し、北ドイツ・ナチ党の懐柔のためグレゴール・シュトラッサーを後任とした。以降のエッサーは党内における影響力をほとんど失ったが、追放されたわけではなく、1926年から1932年にかけて党関連紙『イルストリーター・ベオバハター（Illustrierter Beobachter）』の編集を任され、また特定の集会では弁士として起用されていた。
ナチ党の議会進出に伴い、1929年にオーバーバイエルン郡評議会議員、党本部を置く重要拠点ミュンヘンの市議会議員団長となる。1932年からはバイエルン州議会議員となった。

### 政権獲得後
ナチ党の政権獲得後、1933年3月の国会選挙でヒトラーと同じオーバーバイエルン＝シュヴァーベンから国会議員に当選した。同年12月12日から国会第二副議長（議長はヘルマン・ゲーリング、副議長はハンス・ケルル）に任じられた。またバイエルン州議会議長にも就任し、州議会が廃止される1934年まで務めた。州国家代理官フランツ・フォン・エップの計らいで州経済相に任じられたが、1935年にはアドルフ・ヴァーグナーと対立して失脚した。

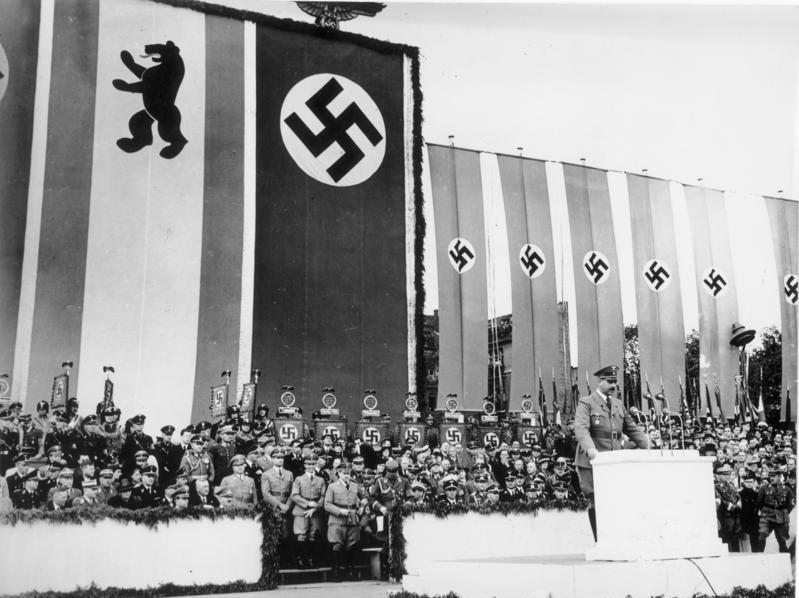
ベルリンの「観光の家」定礎式で演説するエッサー（1938年6月14日）

1936年、全国観光委員会総裁に任命されたが、既に民間の観光団体は全て統制され、「全国観光連盟に関する法律」によってゲッベルス率いる国民啓蒙・宣伝省の管轄下におかれていた。1937年1月10日には、ヒトラー、ゲッベルス、オットー・ディートリヒ、フリッツ・トート、アルベルト・シュペーアと共に「観光の家（Haus des Fremdenverkehrs）」の模型を観賞している。1939年から国民啓蒙・宣伝省の第3次官（観光旅行局担当）に任命され、各地の観光団体を統率した。第二次世界大戦勃発後の最初の数年間も観光事業は行われ、観光旅行局が閉鎖される1944年9月まで、エッサーはナチズムに基づく観光政策を推し進めた。
1939年、ヒトラーは自身の50歳の誕生日にエッサーの妻に宛てたバースデーカードで「エッサーがならず者であることは分かっている、だが彼が有益である限り私は我慢するつもりだ」と記している。また、毒々しい反ユダヤ主義の弁舌も衰えておらず、1939年には『ユダヤ人は世界のペスト菌（Die jüdische Weltpest）』を出版した。
ヒトラーの愛人であるエーファ・ブラウンが書いたとされる日記の1944年の記述では、ミュンヘン大管区指導者のパウル・ギースラー邸にて『我が闘争』の全文を暗記したという少年を前にエッサーは「この子ならサーカスで食っていける。戦争に勝った後ならね」と腐し、「いくらヒトラーユーゲントを育てても、『我が闘争』を暗記するだけじゃね。ゲーテのことも知らない若者では…」、「もし我々があんな子ばかり求めていたら、必ずや近い将来、強靭な精神と柔軟な思考を持つ自立心の強い人間はいなくなる。他人の意見や考えを受け売りする「オウム人間」ばかりになってしまう」などと語ったという。ただし、この日記はエヴァとヒトラーの周辺人物からも否定されており、裁判で偽書であると認定されている（エヴァ・ブラウンの日記）。

### 戦後
敗戦後、アメリカ軍により逮捕されたが、1947年に釈放された。1949年に警察により逮捕され、非ナチ化法廷にかけられ、反ユダヤ主義を広めた罪により5年の懲役刑に処せられたが、健康上の理由により1952年に釈放された。1981年にディートラムスツェルにて死去。DAP時代からの古参ナチ党員の中では最も長生きした。

## キャリア

### 階級[28]
- 1933年10月13日、ドイツ航空スポーツ連盟（ドイツ語版）航空兵指導者（Fliegerführer）
- 1934年3月、ドイツ航空スポーツ連盟（ドイツ語版）名誉指導者（Ehrenführer）
- 1939年3月4日、国家社会主義航空軍団中将(NSFK-Gruppenführer)

### 受章[29]
- 1938年3月13日記念メダル（1938年）
- 1938年10月1日記念メダル（1939年）
- 名誉十字章前線戦士章(1934年)
- 金枠党員章(1933年)
- 血の勲章（34番、1934年）
- コブルク章（Koburger Ehrenzeichen）（1932年）
- 勤続章（Dienstauszeichnung）
  - ナチ党勤続章
    - 銅章
    - 銀章
    - 金章
- ドイツ赤十字勲章（Ehrenzeichen des Deutschen Roten Kreuzes）
  - 一級
- オリンピック勲章（Olympia-Ehrenzeichen）
  - 二級（1936年）
  - 一級（1936年）
- 古参闘士名誉章（国家社会主義航空軍団）